# Associazione Milanese del Calcio
Associazione Milanese del Calcio, zkráceně jen A.M.C. byl italský fotbalový klub, sídlící ve městě Milán z regionu Lombardie.
Klub byl založen v roce 1913 díky sloučení Società Lambro a Unitas Football Club. Nový název klubu zněl Associazione Milanese del Calcio. První sezona v nejvyšší lize byla v sezoně 1913/14 a skončilo na posledním místě v tabulce jen s jednou výhrou. V následující sezoně již klub dopadl lépe a vyhrály tři zápasy. Se vstupem Itálie do velké války v roce 1915, se klub nedal dohromady a po válce nebyl obnoven, a přestal tak existovat.